# Troféu João Saldanha

Troféu cedido ao campeão.

O Troféu João Saldanha é um prêmio concedido à equipe que consegue o melhor desempenho no segundo turno do Campeonato Brasileiro de Futebol. Este prêmio foi criado pelo diário esportivo Lance! em 2004.
É o equivalente ao Troféu Osmar Santos, que é concedido à melhor equipe do primeiro turno.

## Ranking de títulos por clube
|    | Clube                | Títulos                     | Vices                 | 3º lugar                    | 4º lugar              |
| -- | -------------------- | --------------------------- | --------------------- | --------------------------- | --------------------- |
| 1  | São Paulo            | 4 (2006, 2007, 2008 e 2012) | 0                     | 1 (2009)                    | 3 (2004, 2013 e 2014) |
| 2  | Flamengo             | 2 (2019 e 2020)             | 3 (2008, 2009 e 2021) | 2 (2016 e 2018)             | 2 (2007 e 2023)       |
| 3  | Palmeiras            | 2 (2016 e 2018)             | 2 (2022 e 2023)       | 2 (2005 e 2017)             | 1 (2024)              |
| 4  | Corinthians          | 2 (2014 e 2015)             | 3 (2005, 2011 e 2024) | 0                           | 1 (2012)              |
| 5  | Cruzeiro             | 2 (2009 e 2013)             | 2 (2010 e 2014)       | 1 (2008)                    | 0                     |
| 6  | Internacional        | 2 (2005 e 2022)             | 1 (2015)              | 4 (2006, 2014, 2020 e 2024) | 2 (2011 e 2018)       |
| 7  | Atlético Mineiro     | 2 (2021 e 2023)             | 1 (2020)              | 0                           | 3 (2015, 2016 e 2017) |
| 8  | Santos               | 1 (2004)                    | 2 (2007 e 2016)       | 2 (2003 e 2015)             | 1 (2019)              |
| 9  | Grêmio               | 1 (2010)                    | 1 (2006)              | 3 (2012, 2019 e 2023)       | 1 (2008)              |
| 10 | Fluminense           | 1 (2011)                    | 1 (2012)              | 2 (2007 e 2010)             | 3 (2009, 2021 e 2022) |
| 11 | Chapecoense          | 1 (2017)                    | 0                     | 0                           | 0                     |
| 11 | Botafogo             | 1 (2024)                    | 0                     | 0                           | 0                     |
| 13 | Athletico Paranaense | 0                           | 3 (2004, 2018 e 2019) | 0                           | 2 (2010 e 2020)       |
| 14 | Goiás                | 0                           | 1 (2003)              | 1 (2013)                    | 2 (2005 e 2006)       |
| 15 | Vasco da Gama        | 0                           | 1 (2017)              | 1 (2011)                    | 0                     |
| 16 | Vitória              | 0                           | 1 (2013)              | 0                           | 0                     |
| 17 | São Caetano          | 0                           | 0                     | 1 (2004)                    | 1 (2003)              |
| 18 | América Mineiro      | 0                           | 0                     | 1 (2021)                    | 0                     |
| 18 | Fortaleza            | 0                           | 0                     | 1 (2022)                    | 0                     |

## Pontuações dos campeões do returno
| Pontuações dos campeões do returno | Pontuações dos campeões do returno | Pontuações dos campeões do returno | Pontuações dos campeões do returno | Pontuações dos campeões do returno | Pontuações dos campeões do returno |
| #                                  | 1º                                 | 2º                                 | 3º                                 | 4º                                 | Participantes                      |
| ---------------------------------- | ---------------------------------- | ---------------------------------- | ---------------------------------- | ---------------------------------- | ---------------------------------- |
| 2004                               | 48                                 | 48                                 | 44                                 | 41                                 | 24                                 |
| 2005                               | 44                                 | 39                                 | 38                                 | 37                                 | 22                                 |
| 2006                               | 40                                 | 38                                 | 35                                 | 34                                 | 20                                 |
| 2007                               | 38                                 | 35                                 | 35                                 | 32                                 | 20                                 |
| 2008                               | 42                                 | 33                                 | 31                                 | 31                                 | 20                                 |
| 2009                               | 40                                 | 38                                 | 32                                 | 31                                 | 20                                 |
| 2010                               | 43                                 | 38                                 | 33                                 | 33                                 | 20                                 |
| 2011                               | 38                                 | 34                                 | 34                                 | 33                                 | 20                                 |
| 2012                               | 35                                 | 35                                 | 34                                 | 33                                 | 20                                 |
| 2013                               | 36                                 | 36                                 | 33                                 | 32                                 | 20                                 |
| 2014                               | 37                                 | 37                                 | 35                                 | 34                                 | 20                                 |
| 2015                               | 41                                 | 35                                 | 34                                 | 33                                 | 20                                 |
| 2016                               | 44                                 | 38                                 | 37                                 | 36                                 | 20                                 |
| 2017                               | 32                                 | 32                                 | 31                                 | 31                                 | 20                                 |
| 2018                               | 47                                 | 36                                 | 35                                 | 31                                 | 20                                 |
| 2019                               | 48                                 | 38                                 | 37                                 | 37                                 | 20                                 |
| 2020                               | 36                                 | 36                                 | 35                                 | 34                                 | 20                                 |
| 2021                               | 42                                 | 35                                 | 34                                 | 29                                 | 20                                 |
| 2022                               | 43                                 | 42                                 | 40                                 | 36                                 | 20                                 |
| 2023                               | 39                                 | 36                                 | 34                                 | 34                                 | 20                                 |
| 2024                               | 39                                 | 37                                 | 37                                 | 37                                 | 20                                 |

## Aproveitamento dos campeões do returno
| 2004 | 69,5% |
| 2005 | 66,6% |
| 2006 | 70,2% |
| 2007 | 66,6% |
| 2008 | 73,7% |
| 2009 | 70,2% |
| 2010 | 75,4% |
| 2011 | 66,7% |
| 2012 | 61,4% |
| 2013 | 63,2% |
| 2014 | 64,9% |
| 2015 | 71,9% |
| 2016 | 77,2% |
| 2017 | 56,1% |
| 2018 | 82,5% |
| 2019 | 84,2% |
| 2020 | 63,2% |
| 2021 | 73,7% |
| 2022 | 75,4% |
| 2023 | 68,4% |
| 2024 | 68,4% |

## Equipes campeãs que não venceram o returno
- Em 2005, o Corinthians foi campeão Brasileiro, e ficou com o vice-campeonato no Troféu João Saldanha.
- Em 2009, o Flamengo foi campeão Brasileiro, mesmo sem conquistar o Troféu João Saldanha (e também o Troféu Osmar Santos).
- Em 2010, o Campeão Brasileiro foi o Fluminense, mesmo sem conquistar o Troféu João Saldanha.
- Em 2011, o Campeão Brasileiro foi o Corinthians, novamente sem conquistar o Troféu João Saldanha.
- Em 2012, o Campeão Brasileiro foi o Fluminense, que ficou com o vice-campeonato do Troféu João Saldanha (e também o Troféu Osmar Santos).
- Em 2014, o Campeão Brasileiro foi o Cruzeiro, que ficou com o vice-campeonato do Troféu João Saldanha.
- Em 2017, o Campeão Brasileiro foi o Corinthians, que ficou apenas em 14º no Troféu João Saldanha, sendo o pior returno de um campeão brasileiro na era dos pontos corridos.
- Em 2022, o Campeão Brasileiro foi o Palmeiras, que ficou com o vice-campeonato do Troféu João Saldanha.
- Em 2023, o Campeão Brasileiro foi o Palmeiras, que ficou com o vice-campeonato do Troféu João Saldanha.